# Івасюк Володимир Михайлович
Володи́мир Миха́йлович Івасю́к (4 березня 1949, Кіцмань, Чернівецька область, Українська РСР, СРСР — 24/27 квітня, 1979, Брюховицький ліс під Львовом, УРСР, СРСР) — український композитор-виконавець, музикант, мультиінструменталіст (володів кількома музичними інструментами: скрипка, фортепіано, віолончель, гітара), поет. Герой України (2009, посмертно). Лауреат Національної премії імені Тараса Шевченка (1994, посмертно), Республіканської премії ЛКСМУ імені Миколи Островського (1988, посмертно) та номінації «За внесок у розвиток музичної культури України XX століття» (2001, посмертно). Син письменника Михайла Івасюка.
Один із основоположників української естрадної музики. Автор 107 пісень, 53 інструментальних творів, музики до кількох вистав. Професійний лікар, скрипаль, грав на фортепіано, віолончелі, гітарі, виконавець пісень, живописець.
18 травня 1979 року його знайдено повішеним у Брюховицькому лісі під Львовом. Версію про самогубство було піддано сумніву і розслідувано додатково вже у роки незалежності.

## Життєпис

### Дитинство у Кіцмані
Володимир Івасюк народився 4 березня 1949 року в місті Кіцмань Чернівецької області в родині учителів Михайла Григоровича Івасюка і Софії Карякіної. Батько вільно володів шістьма мовами, писав прозу й поезію, зокрема про Голодомор. У молодості Михайло відбував ув'язнення в радянських таборах за спробу перетину румунсько-радянського кордону — хотів вступити до університету. Мати родом із Запорізької області. У родині також були дві доньки Галина та Оксана. Музикант отримав своє ім'я на честь батькових улюблених поетів Сосюри та Самійленка.
Змалечку він тягнувся до музики, в три роки найбільшим задоволенням були репетиції вчительського хору, куди його брали батьки. Пізніше Михайло Івасюк з іншими жителями Кіцмані добився відкриття музичної школи, куди Володимир пішов навчатися гри на скрипці у вчителя Юрія Візнюка.
1955 року, коли Володимирові було 5 з половиною років, пішов учитися за класом «скрипка» до місцевої дитячої музичної школи, створеної зусиллями батька.
У 1956—1966 роках навчався в Кіцманській середній школі.

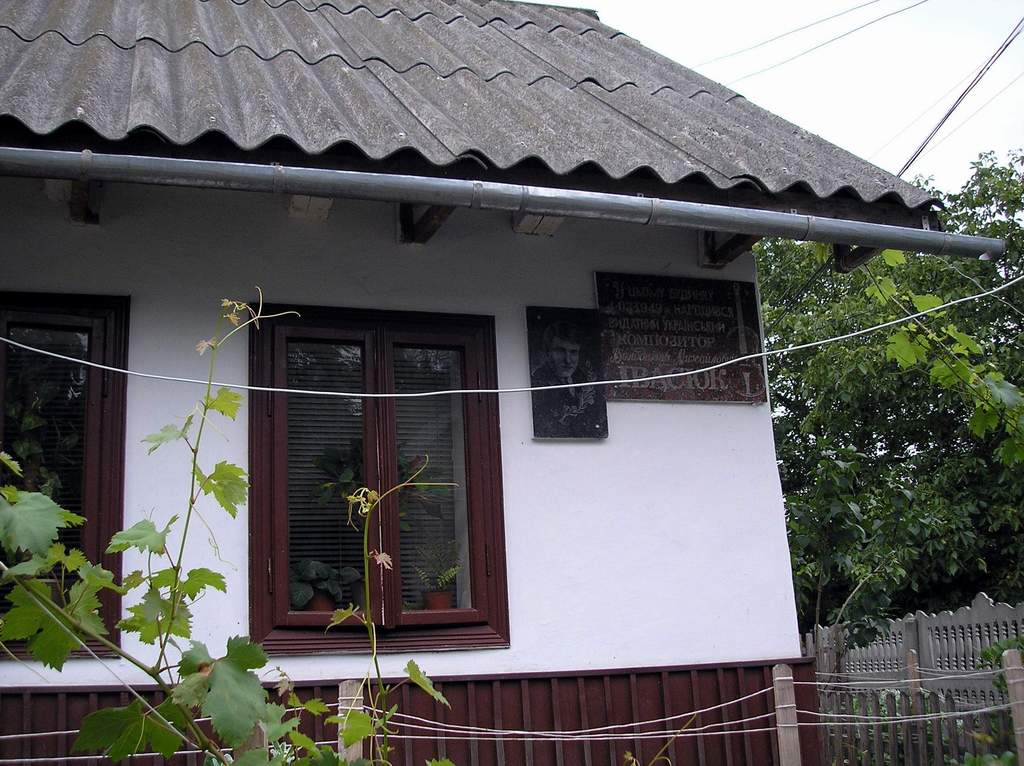
Будинок, в якому народився Володимир Івасюк.

1962 року взяв участь у завершальному концерті обласного огляду музичних шкіл Буковини.
1963 року закінчив Кіцманську музичну школу. Влітку вступив до Київської музичної десятирічки імені Миколи Лисенка на спеціальність альт. Навчався лише впродовж першої чверті. З другої, через хворобу, повернувся до Кіцмана та навчався у середній та музичній школах за класом фортепіано.
1964 року написав музику до першої пісні «Колискова» на вірші батька. У рідній школі створив дівочий вокальний ансамбль «Буковинка».
У червні 1965 року ансамбль «Буковинка» завдяки перемозі в республіканському конкурсі здобув право взяти участь у святковому концерті на честь «25-річчя возз'єднання Буковини в єдиній українській державі». Крім того, музикантів нагороджено поїздкою по Дніпру.

### Переїзд до Чернівців
1966 року разом із сім'єю переїхав до Чернівців. Вступив до Чернівецького державного медичного інституту, але першого ж дня його відрахували за випадок з пам'ятником Леніна (у квітні того року, за два місяці до закінчення школи, Івасюк з однокласниками випадково скинули бюст Леніна у Кіцмані). Перший секретар Чернівецького міськкому комсомолу Аркадій Казімірський допоміг йому влаштуватися на завод «Легмаш» учнем токаря. Там Володимирові доручили керувати заводським хором, який через півроку став лавреатом обласного конкурсу. Під псевдонімом «Весняний» надіслав на обласний конкурс пісні «Відлітали журавлі» на вірш В. Миколайчука та «Колискова для Оксаночки» на власний вірш. За пісню «Відлітали журавлі» нагороджений першою премією. Свою одну з перших пісень він присвятив своїй матері, яку він дуже любив.
1967 року завдяки позитивній характеристиці, яку написали на «Легмаші», поновив навчання в медичному інституті. Там став учасником самодіяльного ансамблю пісні й танцю «Трембіта», у якому грав на скрипці. Завдяки його старанням в інституті створено камерний оркестр. 1972 року перевівся до Львівського медичного інституту.
1968 року в телепрограмі Українського телебачення «Камертон доброго настрою» разом з ансамблем «Карпати» виконав пісню «Я піду в далекі гори».
1970 року склав пісні «Червона рута» й «Водограй», які 13 вересня вперше виконав з Оленою Кузнецовою на Театральній площі міста Чернівці у прямому ефірі передачі «Камертон доброго настрою». Путівку в життя пісням дав ансамбль «Смерічка» Л. Дутковського (солісти Назарій Яремчук, Василь Зінкевич, М. Ісак, звукорежисер Василь Стріхович).
У травні 1971 року текст і ноти «Червоної рути» опублікував тижневик «Україна». У серпні того ж року режисер Роман Олексів зняв у селищі Яремча український музичний фільм «Червона рута», в якому головні ролі виконали Софія Ротару й Василь Зінкевич. У фільмі звучить багато пісень Івасюка. Пісня «Червона рута» увійшла до двадцятки переможниць першого всесоюзного фестивалю «Пісня-71». На завершальному концерті в Останкіно її виконали солісти ансамблю «Смерічка» Назарій Яремчук, Василь Зінкевич і автор Володимир Івасюк у супроводі естрадно-симфонічного оркестру під керівництвом Юрія Силантьєва.

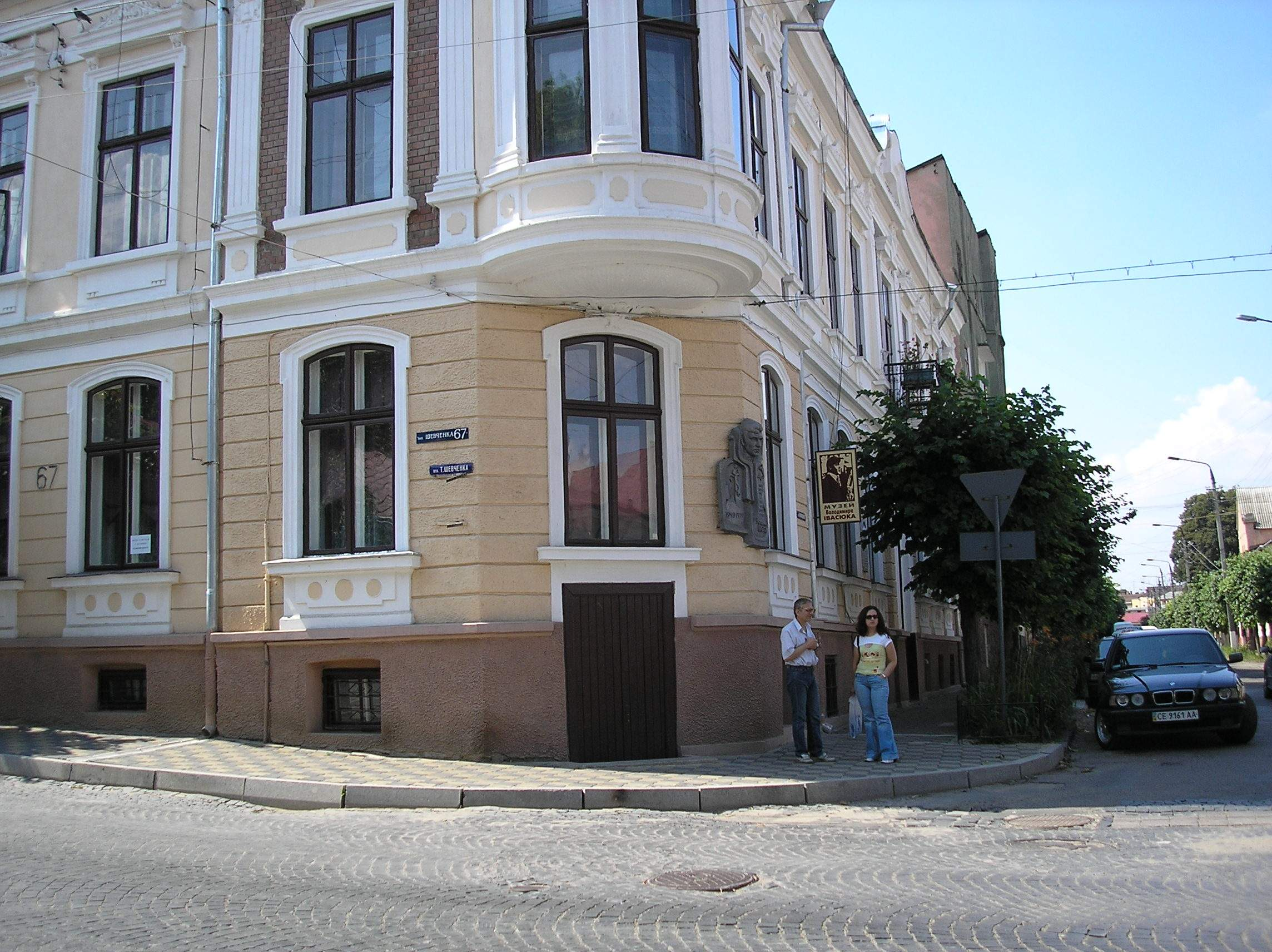
Меморіальний музей Володимира Івасюка. Чернівці

1972 року на Чернівецькому телебаченні відбулася прем'єра пісні «Балада про дві скрипки», яку виконала Софія Ротару. Пісня «Водограй» у виконанні ансамблю «Смерічка» Левка Дутківського (солісти Мирослава Єжеленко та Назарій Яремчук) у Москві перемогла в телевізійному конкурсі «Алло, ми шукаємо таланти!» та на фестивалі «Пісня-72».

### Переїзд до Львова
У 1972 році Володимир Івасюк переїхав до Львова, де навчався в медичному інституті й розпочав студії у консерваторії на підготовчому відділенні.
У листопаді 1972 року на запрошення Володимира Івасюка у Львівському театрі імені Марії Заньковецької його пісні виконав ансамбль «Смерічка» під керівництвом Левка Дутківського.
Початок співпраці з поетом Ростиславом Братунем, яка стала етапною у творчості композитора, припадає на осінь 1972 року. Ще до знайомства Івасюк написав пісню «Коли між нами не було нічого» на однойменний вірш Братуня. Загалом у цій співпраці створено 22 пісні.
1973 року закінчив Львівський медичний інститут, вступив до аспірантури. Науковим керівником була професор Т. Митіна.
У серпні 1974 року в складі радянської делегації взяв участь у міжнародному пісенному конкурсі «Сопот-74», де Софія Ротару виконала його пісню «Водограй». Із сестрою Галиною здійснив коротку подорож Польщею.
У вересні 1974 року розпочав навчання на композиторському відділенні Львівської консерваторії в класі Анатолія Кос-Анатольського.
У 1974—1975 роках працював над музикою до вистави «Прапороносці» за однойменним романом Олеся Гончара. Режисер вистави — Сергій Данченко. Прем'єра вистави відбулась 19 березня 1975 року. Музику В. Івасюка високо оцінили критики.
У серпні-вересні 1975 року в селі Розтоки на Буковині режисер Віктор Стороженко зняв фільм «Пісня завжди з нами», в якому Софія Ротару виконала 6 пісень В. Івасюка.
У липні 1976 року Володимира Івасюка відрахували з консерваторії за те, що під час зйомок цього фільму він пропускав заняття. Створив музику до вистави «Мезозойська історія» у Дрогобицькому обласному муздрамтеатрі.
1977 року відновив навчання у Львівській консерваторії в класі Лешека Мазепи. Софія Ротару з піснею Івасюка «У долі своя весна» перемогла на фестивалі «Сопот-77». Вийшли платівка-гігант «Пісні Володимира Івасюка виконує Софія Ротару», яку записано ще 1974 року, а також збірка його пісень «Моя пісня».
У квітні 1978 року взяв участь у Всесоюзному конкурсі молодих композиторів у Єревані. Піаністка Л. Десяткіна виконала на конкурсі «Сюїту-варіації» на тему народної пісні «Сухая верба» В. Івасюка.
У жовтні 1978 року взяв участь у Всеукраїнському зльоті творчої молоді. Було виконано «Сюїту-варіації для камерного оркестру» та відбулася прем'єра пісень «Літо пізніх жоржин» на вірші Р.–Братуня, «Нам спокій, друже, тільки сниться» на вірші Романа Кудлика (у виконанні соліста Львівської опери Ігоря Кушплера).

Могила Володимира Івасюка у Львові

У листопаді 1978 року здобув перемогу на всесоюзному конкурсі композиторів-студентів консерваторій у Москві — дипломи II ступеня за «Сюїту-варіації для камерного оркестру» та «Баладу про Віктора Хара».
У квітні 1979 року був членом журі I Республіканського конкурсу артистів естради в Хмельницькому. Виїхав до Львова в ніч з 23 на 24 квітня.
24 квітня 1979 року за телефонним викликом вийшов з дому і більше не повернувся — саме тоді Володимира Івасюка бачили востаннє. Тоді ж батьки подали заяву до міліції. Пошуки тривали з 27 квітня до 11 травня, але жодного результата. Тіло композитора знайшли 18 травня 1979 року випадково у Брюховицькому лісі під Львовом. Точна дата смерті невідома. 22 травня відбувся похорон Володимира Івасюка на Личаківському цвинтарі (на полі № 22). Попри намагання «кадебістів» зробити все, аби якомога менше осіб потрапило на похорон, у Львові тисячі людей з усієї країни прощалися з видатним композитором. Цей похорон, за спогадами очевидці, перетворився на непокору комуністичній владі. Домовину з тілом композитора друзі несли на раменах від будинку до могили. Уздовж дороги стояли люди, тримаючись за руки. Чимало людей, хто був на похороні, після нього втратили роботу або потрапили за ґрати. Біля могили Володимира Івасюка цілодобово чергували працівники КДБ, вони стежили, хто приходить, спалювали записки, які люди залишали. Декілька разів могилу митця сплюндрували, навіть і горіла.
|  | Коли труна пливла до Личаківського цвинтаря і злива квітів встеляла останній його зелений шлях, важкими кроками ступали львівською бруківкою десятки тисяч людей з усієї країни, його істинні друзі і побратими за життя і дотепер. |

Впродовж 11 років родині композитора не надавали дозволу на встановлення надгробного пам'ятника. Лише у 1990 році на могилі постала бронзова композиція — молодий Володимир Івасюк поряд із роялем.
Через десятки років колишній прокурор Львівської області Роман Федик, у лютому 2015 року, повідомив, що Володимир Івасюк був убитий співробітниками КДБ. А ще через декілька років у генпрокуратурі України заявили, що Володимира Івасюка повісили вже мертвим, в той час як радянська влада твердила про «самогубство» через «депресію». Ім'я жодного з тих, хто планував і реалізував убивство, досі так і не відоме.

## Смерть
Володимир Івасюк зник 24 квітня 1979 року, того ж дня його батьки подали заяву до міліції, але дієвих заходів вжито не було. Пошуки велися з 27 квітня до 11 травня. Саме тоді справу розшуку було закрито.

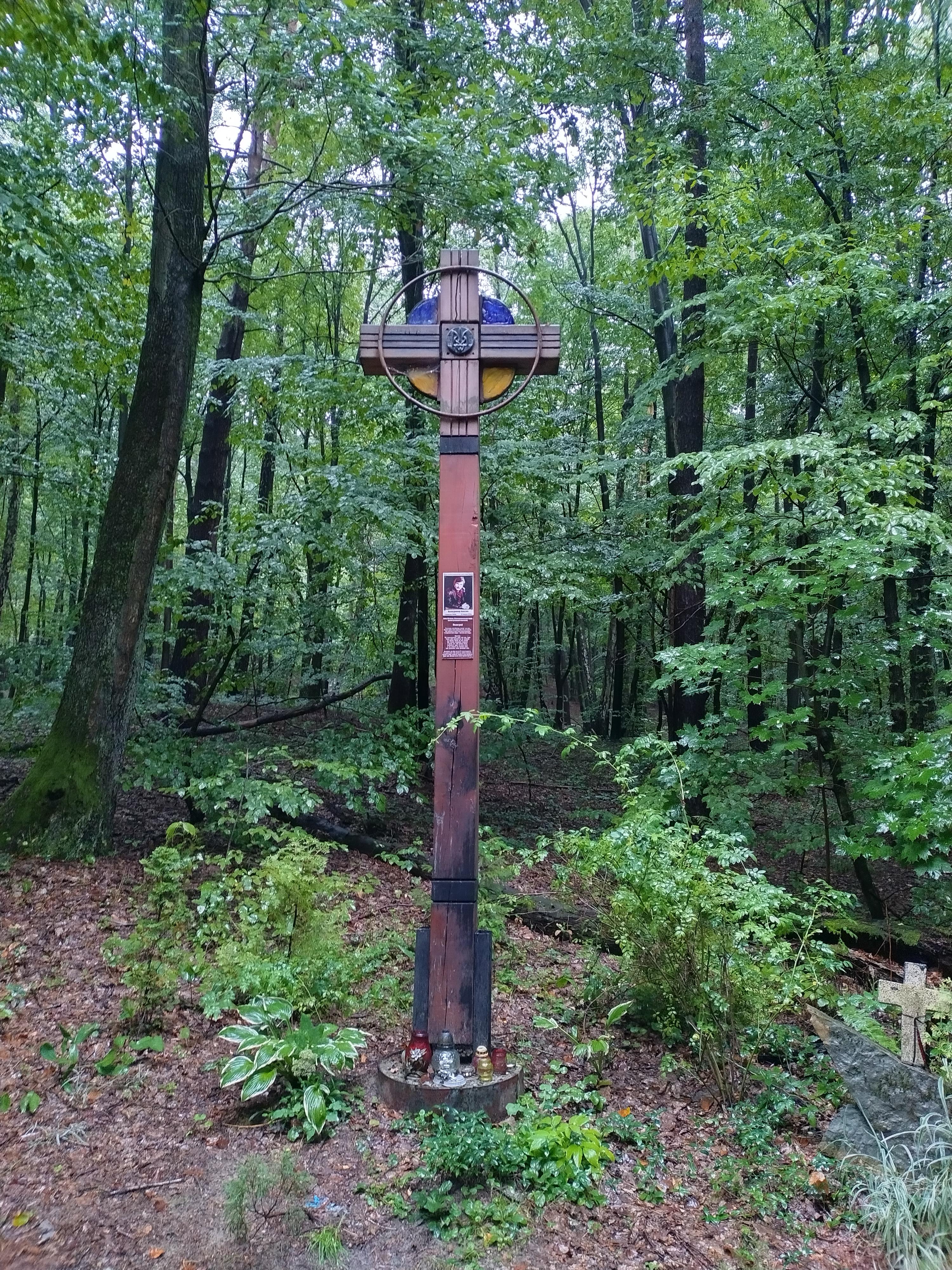
Меморіал Володимиру Івасюку на місці трагічної загибелі у Брюховицькому лісі

Тіло Володимира випадково знайшов 18 травня 1979 року солдат, який, «полюючи на лисиць» (форма навчання радистів), наштовхнувся на напів завислий-напів вертикальний труп людини. Слідство висунуло версію, що Володимир ще не набув душевної рівноваги після лікування у Львівській обласній психіатричній лікарні й покінчив життя самогубством. Версія того, що лікування в стаціонарі проводилося з метою поновлення навчання в консерваторії, не розглядалася слідчими. Хворобою можна було аргументувати численні пропуски занять, і Володимир, оскільки мав хронічну втому та безсоння, вирішив звернутися до психіатричної лікарні. Івасюк був професійним лікарем, тож, можливо, вмів симулювати різні симптоми. З історії хвороби: «стан хворого покращується: поступово нормалізується настрій, поліпшується сон, стає фізично сильнішим…». Зрештою, Володимир Івасюк отримав потрібний документ: «У цей час стан тов. Івасюка В. М. хороший, і він може приступити до занять у консерваторії».
Та слідчі відстоювали формулу «божевільний-самогубець». 4 червня 1979 року ЗМІ передали повідомлення про те, що причиною смерті Володимира Івасюка є самогубство через повішання, чутки про інші обставини смерті є вигадкою. Інші версії слідством не розглядалися. На можливість інших причин смерті вказували такі факти: повідривані ґудзики на куртці композитора; люди, яких працівники ВНЗ бачили вперше, розшукували Івасюка в коридорах консерваторії перед його зникненням; дивна смерть двох молодих закоханих, котрі бачили Івасюка одними з останніх; одна студентка стверджувала, що бачила Володимира у Рівному 3 травня (за висновками слідчих, він помер 27 квітня).
Після дослідження кори бука, на якому висіло тіло, було встановлено: «Сліди 1, 2, 3, 4 (від зашморгу), 5 могли бути нанесені взуттям самого потерпілого за умови, що останній перед смертю залазив чи намагався залізти на дерево. Вирішити це питання в категоричній формі не є можливим через відсутність якихось індивідуальних ознак». Висновок експертизи аналізу одягу: «На наявних предметах одягу (плащі, піджаку, штанях, трикотажній сорочці та взутті) Івасюка В. М. частин кори, деревини, а також плям зеленого кольору, які б могли походити від поверхні стовбура з місця події, немає…». Проте з часом у висновку судмедексперти зазначили: «Судово-трасологічною експертизою встановлено, що сліди на стовбурі дерева, на гілляці, де висів труп, залишені взуттям Івасюка В. М., коли він залазив на дерево, щоб прив'язати пасок до гілляки».
Під час одного журналістського дослідження колишній політв'язень, якому довелося бачити чимало повішених, зауважив, що всі вони висіли з висунутим язиком. У трупа язик висунутим не був, не було виділень. Ці ознаки судмедексперти лишили поза увагою.
За однією з неофіційних версій, це було убивство, в якому брали участь співробітники КДБ.
Поет Богдан Стельмах у 2009 році казав, що Івасюка могли вбити КДБ: «А можливо КДБ схиляло Володю до співпраці. Але він був не з тих, хто робив те, що йому не гідне і чого він бридився. КДБ вміло допитувати, можливо його кинули у підвал СІЗО, закатували і вивезли у ліс, інсценізувавши самогубство. Але третя версія, що він покінчив сам життя, це аж ніяк не може бути реальністю. Це не міг вчинити Володя, повний сил, слави, життя і планів».
12 червня 2014 року Генеральна прокуратура України визнала незаконним закриття кримінальної справи щодо смерті Івасюка і поновила її.
Колишній прокурор Львівської області Роман Федик у лютому 2015 року заявив, що Володимир Івасюк був убитий «співробітниками КДБ».
13 червня 2019 року Київський науково-дослідний інститут судових експертиз дійшов висновку, що композитор-виконавець Володимир Івасюк фізично ніяк не зміг би вчинити самогубство, для цього потрібно декілька людей. Було проведено кілька слідчих експериментів, які довели, що навіть фізично сильний чоловік не міг скоїти аналогічне самогубство як Івасюк.

## Родина
Володимир Івасюк народився 1949 року в родині українського письменника й дослідника історії буковинського краю Михайла Івасюка та вчительки Софії Карякіної. Через два роки народилася його молодша сестра — Галина, а через 11 — Оксана. Для Оксани Володимир написав пісню «Колискова для Оксаночки». Нині Галина — лікар-невропатолог Львівської обласної клінічної лікарні, Оксана — доцент кафедри сучасної української літератури Чернівецького національного університету.

### Особисте життя
Першим юнацьким коханням Володимира була Людмила Шкуркіна, подруга дитинства. Пара разом навчалася в музичній школі. Пізніше Людмила стала солісткою ансамблю «Буковинка», який створив Івасюк. На 16-річчя подруги Володимир написав пісню «А мені шістнадцять літ».
Студентську любов Івасюк зустрів у Чернівецькому медичному інституті. Марія Соколовська навчалася разом з ним, а також була учасницею ансамблю «Трембіта».
Свій відомий твір «Пісня буде поміж нас» Володимир присвятив журналістці Галині Тарасюк. Однак пара недовго була разом: Івасюк поїхав навчатися до Львова, а Галина одружилася з іншим.
Останнім коханням Володимира Івасюка була Тетяна Жукова. Із солісткою Львівського оперного театру композитор зустрічався протягом п'яти останніх років свого життя. Попри те, що він мав серйозні наміри одружитися з Тетяною, у сім'ї Івасюків її недолюблювали.

## Нагороди
- 1978 — Дипломант Всесоюзного огляду молодих композиторів
- 1998 (посмертно) — Лауреат Республіканської комсомольської премії ім. Миколи Островського
- 1994, 2 березня (посмертно) — Лауреат Державної премії України ім. Тараса Шевченка
- 2001 — V Ювілейна церемонія нагородження лауреатів Всеукраїнської премії у галузі музики та масових видовищ «Золота жар-птиця» — нагорода у номінації «За внесок у розвиток музичної культури України XX століття»
- 2009, березень (посмертно) — Герой України[34]

## Пам'ять

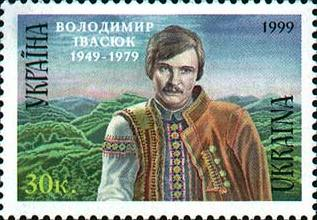
Володимир Івасюк на поштовій марці

- 1989 — Назвою пісні «Червона рута» названо фестиваль. «Червона Рута-1989» пройшла у місті Чернівці;
- 1998 — концерт «Володимир Івасюк. Повернення» — спроба ознайомити сучасників з творчою спадщиною композитора;
- 1999, 4 березня — відкриття Меморіального музею Володимира Івасюка у Чернівцях;
- 2003 — компакт-диск «Наш Івасюк» у виконанні Тараса Чубая та групи «Плач Єремії»;
- 2008 — компакт-диск «Молодь співає пісні Івасюка» у виконанні Назара Савка та вихованців Музичної студії «Джерело»;
- 2009 — рік Володимира Івасюка на Львівщині за рішенням Львівської облради[35]. Ініціативу колег підтримали депутати Чернівецької області — батьківщини композитора.
- 2009 — НБУ викарбував та ввів до обігу пам'ятну монету на честь Володимира Івасюка номіналом 2 гривні;
- 2009 — монографія Володимир Івасюк: сила серця і таланту Олега Василишина;
- 2013 — Тарас Чубай, «Піккардійська Терція», Павло Табаков та Оксана Муха разом з хоровою капелою Трембіта створили музичний «Проект Івасюк», в рамках якого провели тур по Україні, який розпочався з 4 концертів у Львові та концерту в Києві[36];
- Ім'я Івасюка носить 27 курінь УПЮ імені Володимира Івасюка (пластовий курінь в Івано-Франківську);
- Пісня «Твоя мелодія» (музика Світлани Гричко, слова Мирослава Бойчука), присвячена життю і творчості Володимира Івасюка, звучала у виконанні у 1990-х роках у репертуарі Тані Ліберман[37][38], Жанни Крижанівської[39];
- 2019 — виставу «Балада про любов» у просторі «Майстерня актуальної творчості» (м. Черкаси) поставив режисер Павло Гончаров із присвятою до 70-річчя від дня народження Івасюка. Музична вистава складається з творів композитора, вибудованих в історію любові[40]. У березні 2023 року переосмислену версію цієї вистави Павло Гончаров поставив на професійній сцені Черкаського академічного обласного українського музично-драматичного театру ім. Тараса Шевченка. Прем'єру зіграли до дня народження Івасюка, 4 березня 2023 року[41][42][43].
- 2021, 23 серпня — Понад 5200 виконавців заспівали пісню Володимира Івасюка «Червона рута» на центральній площі Сєвєродонецька. Рекорд встановили в рамках фестивалю «Ти у мене єдина» 23 серпня 2021 року о 21:30[44]
- 2023 — на YouTube-каналі «Загін Кіноманів» вийшов фільм «Феномен Івасюка» — документальне відео-есе про композитора та його пісні, що змінили правила гри на музичній арені[45][46].

### Пам'ятники та меморіальні таблиці
- На могилі на Личаківському кладовищі у 1990 році встановлена бронзова композиція — молодий композитор поряд із роялем. Протягом 11 років родині Івасюка не давали дозволу на встановлення надгробного пам'ятника.
- 3 березня 2011 року в Чернівцях, на фасаді адміністративної будівлі Буковинського державного медичного університету, відкрито меморіальну таблицю роботи скульптора Івана Салевича, яка засвідчує, що тут навчався Герой України, композитор Володимир Івасюк[47].
- 2011 року в Львові на проспекті Тараса Шевченка відкрито пам'ятник композиторові (скульптор Сергій Олешко, архітектор Михайло Ягольник). Меценат, за чиї кошти збудовано пам'ятник, — музикант Святослав Вакарчук[48].
- 4 березня 2017 року в Києві на Будинку звукозапису (вулиця Леоніда Первомайського, 5-a) встановлено меморіальну дошку українському композитору[49].

Меморіальна дошка на будівлі Буковинського державного медичного університету (Чернівці)
Пам'ятник Володимирові Івасюку у Львові на проспекті Тараса Шевченка. Скульптор - Сергій Олешко, архітектор - Михайло Ягольник
Меморіальна дошка на Музеї Володимира Івасюка

### Топоніміка
- Іменем Володимира Івасюка названо вулиці та проспект в обласних центрах: Києві, Львові, Івано-Франківську, Чернівцях, Сумах, Дніпрі, Кривому Розі,[50] Кропивницькому та Рівному.
- Також його іменем названі вулиці в інших містах та селах України: Бориславі, Борисполі, Брюховичах, Винниках, Городку, Долині, Дрогобичі, Дубно, Золочеві, Кам'янці-Подільському, Краматорську, Кременчуці, Малехові, Ніжині, Перемишлянах, Зимній Воді та Рудні біля Львова, Сахновщині, Старому Самборі, Тлумачі, Трускавці, Хмільнику, Ходорові, Хоросткові, Червонограді.

## Твори
Пісні на власні слова
| - «Відлітали журавлі», - «Я піду в далекі гори», - «Червона рута», - «Водограй», - «Пісня буде поміж нас», | - «Лиш раз цвіте любов», - «Я — твоє крило», - «Ласкаво просимо», - «Наче зграя птиць», | - «Колискова», - «Мандрівна музика», - «Два перстені», - «Там за горою, за крем'яною», - «Капелюх» |

та інші
Пісні на слова різних поетів,
 зокрема Дм. Павличка, О. Гончара, Б. Стельмаха, М. Петренка, Ю. Рибчинського, Р. Братуня, Р. Кудлика та інших. (понад 40) — 
 «У долі своя весна», «Кленовий вогонь», «Літо пізніх жоржин», «Балада про дві скрипки», «Світ без тебе» на слова Василя Бабуха, «Балада про мальви» на вірші Богдана Гури та інші.
Для хору
- Сюїта (цикл обробок українських народних пісень) для хору без супроводу (1978).

Інструментальні твори
- Сюїта-варіації на тему української народної пісні «Сухая верба» (1977),
- Сюїта-варіації для камерного оркестру (1977),
- три п'єси для фортепіано,
- «Осіння картинка» — для віолончелі,
- три п'єси для скрипки,
- музика до вистави «Прапороносці» (1975, збереглися фрагменти).

## Дискографія
| Рік     | Назва                                                                                                   | Інша інформація                   |
| ------- | --- | --------------------------------- |
| 1977    | Софія Ротару «Пісні Володимира Івасюка співає Софія Ротару»                                             | LP, «Мелодія», СРСР               |
| 1978    | Софія Ротару «Пісні Володимира Івасюка»                                                                 | LP, «Мелодія», СРСР               |
| 1980-ті | Український народний ансамбль ім. В. Івасюка                                                            | MP, Австралія                     |
| 1980-ті | «Поклін Володимирові Івасюкові» Різні виконавці                                                         | LP, Канада                        |
| 1981    | ВІА «Смерічка», ВІА «Ватра», ВІА «Водограй» «Ukrainian songs. Volodymyr Ivasiuk»                        | MC, Apon Record Company, Inc, США |
| 1983    | Софія Ротару, ВІА «Червона рута» «Canadian Tour 1983»                                                   | LP, Cansov Exchange Inc, Канада   |
| 2000    | Дует «Писанка» «Пісні Володимира Івасюка»                                                               | MC, «Саме Так!», Україна          |
| 2003    | Софія Ротару «Лебединая верность» (1976) «Софія Ротару співає пісні Володимира Івасюка» (1977)          | CD, Росія                         |
| 2003    | Тарас Чубай, «Плач Єремії» «Наш Івасюк»                                                                 | CD, Атлантик, Україна             |
| 2000-ні | «Переможці Міжнародних конкурсів молодих виконавців української естрадної пісні ім. Володимира Івасюка» | CD, Телеканал СТБ, Україна        |
| 2000-ні | Володимир Івасюк. «Я піду в далекі гори» різні виконавці                                                | CD, Україна                       |
| 2004    | Софія Ротару «Тече вода»                                                                                | Franchising records, Україна      |
| 2004    | Пісні Володимира Івасюка. Частина 1 «Пісня буде поміж нас»                                              | CD, Franchising records, Україна  |
| 2004    | Пісні Володимира Івасюка. Частина 2 «Відлуння твоїх кроків»                                             | CD, Franchising records, Україна  |
| 2007    | Остап Стахів «Пам'яті В. Івасюка»                                                                       | CD, Україна                       |
| 2007    | Українська колекція mp3. «Пісні Володимира Івасюка»                                                     | MP3, Астра, Україна               |

## Публікації пісень Володимира Івасюка
- Івасюк В. М. Водограй: Пісенник. — К.: Музична Україна, 1989. — 128 с.
- Володимир Івасюк. Пісні. — К.: Музична Україна, 1983. — 168 с.
- Червона рута: Пісенник. — К.: Музична Україна, 1993. — 80 с.
- Пісенник´90. — К.: Музична Україна, 1990. — 224 с. (Червона рута, Я — твоє крило, Два перстені)
- Ростислав Братунь. Білі троянди: Вокальні твори на слова українських поетів. — К.: Музична Україна, 1982. — 96 с.